# Lista de universidades e faculdades em Israel
Esta é uma lista de universidades e faculdades em Israel. Há dez universidades e 53 faculdades em Israel, que são reconhecidas e supervisionadas academicamente pelo Conselho de Educação Superior em Israel. Além disso, Israel fundou uma universidade em Ariel, na Cisjordânia, que é reconhecida e supervisionada academicamente pelo Conselho de Educação Superior da Judéia e Samaria. Como muitas ofertas de cursos são variadas, as universidades israelenses são consideradas de alta qualidade e são baratas para participar. A educação universitária de qualidade de Israel é em grande parte responsável por estimular o crescimento de alta tecnologia do país e o rápido desenvolvimento econômico.
A principal diferença entre uma universidade e uma faculdade em Israel é que apenas uma universidade pode conferir um diploma de doutorado e, portanto, tende a ser mais orientada para a pesquisa do que as faculdades, que são mais orientadas para o ensino.

## Universidades
As universidades de Israel estão listadas abaixo, seguidas de sua sigla em inglês, data de estabelecimento, localização, dados mais recentes sobre o número de alunos e a classificação acadêmica das melhores universidades do mundo, de acordo com WebOMetrics (top 3000), Shanghai Jiao Tong University (SJTU) (top 500) e The Times Higher Education Supplement (THES) (top 200):
| Instituto                                          | Data de estabelecimento | Localização   | Alunos        | Classificação Acadêmica Mundial (WebOMetrics, SJTU, THES) |
| -------------------------------------------------- | ----------------------- | ------------- | ------------- | --------------------------------------------------------- |
| Technion - Instituto de Tecnologia de Israel (IIT) | 1912                    | Haifa         | 13.000 (2005) | 101–150, 102–150, 301–350                                 |
| Universidade Hebraica de Jerusalém (HUJI)          | 1918                    | Jerusalém     | 22.600 (2003) | 131, 59, 178                                              |
| Instituto Weizmann de Ciências (WIS)               | 1934                    | Rehovot       | 2.500 (2012)  | 346, 102-150, N/A                                         |
| Universidade Bar-Ilan (BIU)                        | 1955                    | Ramat Gan     | 26.800 (2008) | 570, 305-401, N/A                                         |
| Universidade de Tel Aviv (TAU)                     | 1956                    | Tel Aviv-Yafo | 29.000 (2005) | 266, 102-150, 201-250                                     |
| Universidade de Haifa (HU)                         | 1963                    | Haifa         | 18.000 (2009) | 510, 401-500, N/A                                         |
| Universidade Ben-Gurion do Negev (BGU)             | 1969                    | Bersebá       | 19.000 (2010) | 448, 203-304, N/A                                         |
| Universidade Aberta de Israel (OPENU)              | 1974                    | Ra'anana      | 48.000 (2014) | 1893, N/A, N/A                                            |
| Universidade Ariel 1 (AU)                          | 1982                    | Ariel         | 14.000 (2012) | NA NA NA                                                  |
| Universidade Reichman (RU)                         | 2021                    | Herzliya      | 8.000 (2021)  |                                                           |

## Faculdades

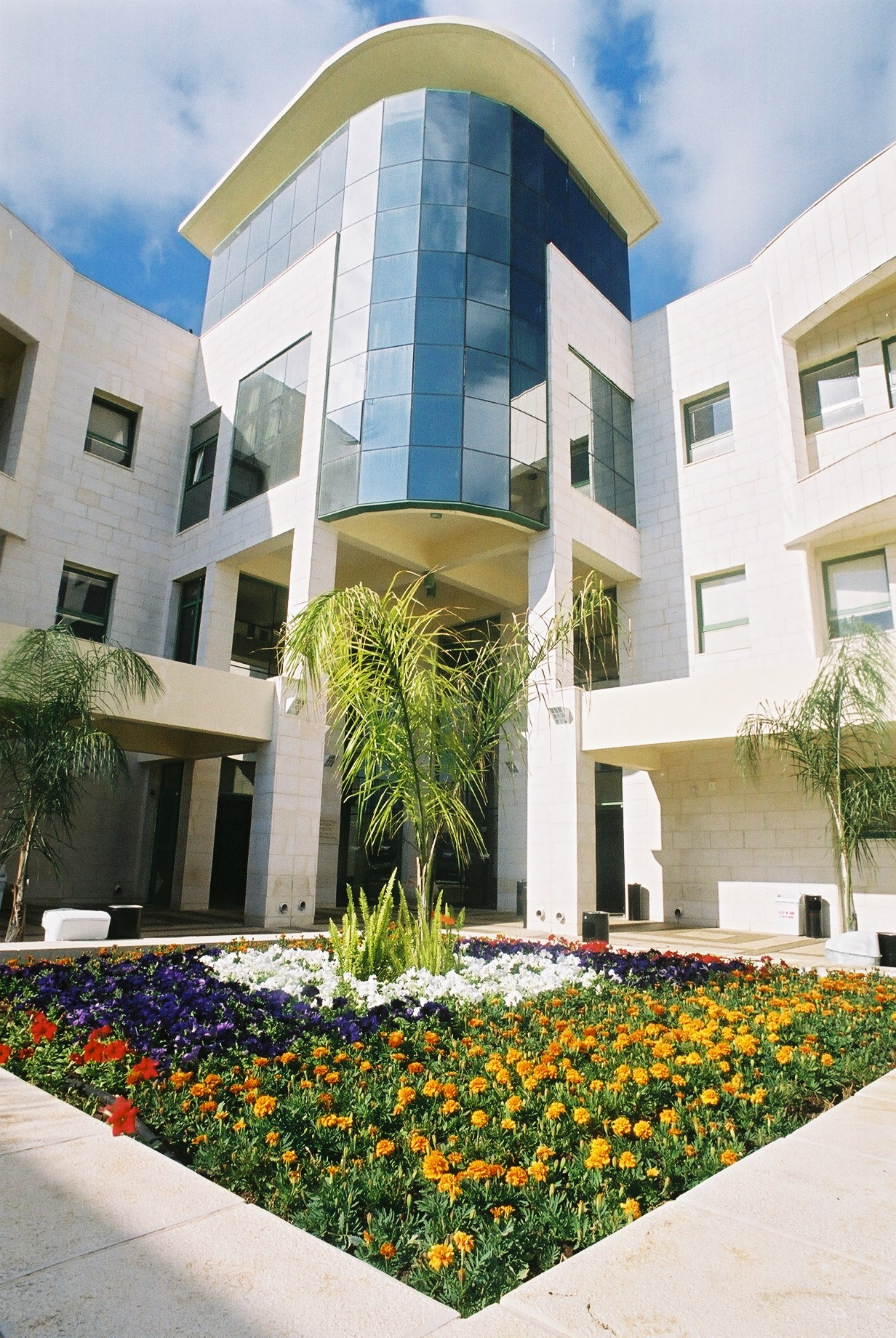
Faculdade de Engenharia ORT Braude

Outros institutos de ensino superior que são credenciados pelo CHEI para conferir um bacharelado (e em alguns casos um mestrado) são conhecidos como faculdades (em hebraico:  מִכְלָלָה Miklala ; pl.מכללות). Existem também mais de vinte faculdades de formação de professores - a maioria das quais concederá apenas o Bacharelado em Educação.
| As faculdades são: - Faculdade de Direito e Negócios, Ramat Gan - Colégio Acadêmico de Tel Aviv-Yafo - Faculdade de Engenharia Afeka, Tel Aviv - Colégio Acadêmico Ashkelon - Academia Bezalel de Arte e Design, Jerusalém - Carmel Academic Center, Haifa (fechado) - Centro de Estudos Acadêmicos, Or Yehuda - College of Management Academic Studies (COMAS), Rishon LeZion - Centro Acadêmico Dan, Petah Tikva - Kfar-Avraham Technology College, Petah Tikva (fechado) - Hadassah Academic College, Jerusalém - Colégio Haredi de Jerusalém (Fechado) - Instituto de Tecnologia Holon - Torá Olamit: Faculdade Virtual Israelense de Estudos Noédicos, Jerusalém - Academia de Música e Dança de Jerusalém - Faculdade de Engenharia de Jerusalém - Faculdade de Tecnologia de Jerusalém - Colégio Acadêmico Kinneret - Instituto Lander, Jerusalém - Colégio Acadêmico Max Stern de Emek Yezreel - Faculdade de Mivhar, Bene Beraq - Escola de Design e Educação Neri Bloomfeld, Haifa - Faculdade Acadêmica Netanya - Faculdade Acadêmica de Direito Netanya - Faculdade Acadêmica de Ono, Kiryat Ono - Faculdade de Engenharia ORT Braude, Karmiel - Centro Académico Peres, Rehovot - Centro Acadêmico Ruppin - Colégio Acadêmico Sapir - Faculdade de Engenharia Sami Shamoon, Beersheba e Ashdod - Faculdade Sha'arei Mishpat, Hod HaSharon - Shalem College, Jerusalém - Shenkar College of Engineering and Design, Ramat Gan - Faculdade Acadêmica Tel-Hai - Western Galilee College, Acre - Colégio Regional de Yehuda, Kiryat Arba 1 - Faculdade Acadêmica Zefat, Safed | As faculdades de formação de professores incluem: - Ahva Academic College, Ahva - Al-Qasemi Academic College of Education, Baqa al-Gharbiyye - Faculdade Árabe para Educação, Haifa - Beit Berl College, Kfar Saba - Faculdade de Educação Tecnológica, Tel Aviv - Faculdade de Educação David Yellin, Jerusalém - Faculdade de Educação Efrata, Jerusalém - Faculdade de Educação Emuna, Jerusalém - Faculdade de Educação Givat Washington, Givat Washington - Gordon College of Education, Haifa - Faculdade de Educação de Hemdat, Netivot - Herzog College, Alon Shvut 1 - Jerusalém Michlala, Jerusalém - Kaye Academic College of Education, Berseba - Colégio Kibutzim, Tel Aviv - Faculdade de Educação Levinsky, Tel Aviv - Lifshitz College of Education, Jerusalém - Instituto MOFET, Consórcio de Faculdades de Educação - Moreshet Yaakov Faculdade de Educação Religiosa, Rehovot - Ohalo College, Katzrin (Golan Heights) 1 - Faculdade Acadêmica de Oranim, Kiryat Tivon - Ort College for Teachers of Technology, Tel Aviv - Faculdade de Educação Religiosa de Shaanan, Haifa - Faculdade de Educação Talpiot, Tel Aviv - WIZO Haifa Academia de Design e Educação, Haifa |

## Campi universitários estrangeiros
As seguintes faculdades e universidades estrangeiras mantêm campi de filiais internacionais em Israel:
- Universidade Brigham Young – Centro da BYU em Jerusalém
- Hebrew Union College-Jewish Institute of Religion
- Hillsong College, em conjunto com Hillsong Church Israel[19]
- NYU
- Touro College oferece cursos em Jerusalém, mas um diploma deve ser concluído em Nova York[20]
- Universidade de Indianápolis
- Universidade Yeshiva

A prestigiosa NYU, que matricula o maior número de estudantes judeus de qualquer universidade pública ou privada nos Estados Unidos, e está classificada entre as 34 melhores globalmente em todas as principais classificações de rankings universitários, tem um campus em Tel Aviv.